# 卡尔·福斯曼
卡尔·福斯曼（瑞典語：Karl Forsman，1996年12月7日—），瑞典男子游泳运动员。他曾代表瑞典参加2016年夏季残疾人奥林匹克运动会游泳比赛，获得男子100米蛙泳SB5级金牌。